# エドワード・オッペンハイム

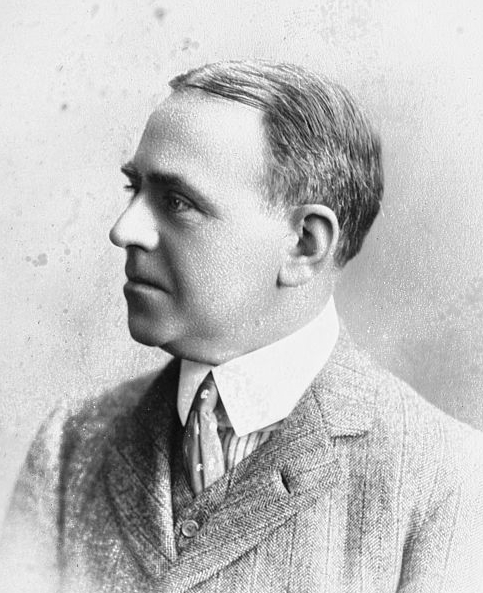
エドワード・オッペンハイム

エドワード・フィリップス・オッペンハイム（Edward Phillips Oppenheim、1866年10月26日 - 1946年2月3日）は、イギリスの小説家。スリラー作家として知られる。
ロンドンに生まれた。第一次世界大戦の間は情報機関に属しフランスへの戦場取材を行う記者を護衛するなどの任務に就いた。
最初の短編は1884年に発表される。彼は勇壮な冒険を扱うスリラーやスパイ小説を書き､人気を博した。一般に、彼の本は魅力的な環境での秘密の任務に従事する神秘的な人々を扱う単純な筋からなる。G・K・チェスタートンなども愛読者であったといわれる。
オッペンハイムは50年の間、およそ150の小説を書いた。彼の最もよく知られている作品は『すばらしい人格化』である。
オッペンハイムは1941年に彼の自叙伝、『記憶の水溜り』を発表した。1946年にチャネル諸島のガーンジー島の首都セント・ピーター・ポートで死去。

## 主な著作
- A Maker of History(1905年)
- Gabriel Samara, Peacemaker(1925年)
- Last Train Out(1940年)